# Stereochilus laxus
Stereochilus laxus är en orkidéart som först beskrevs av Heinrich Gustav Reichenbach, och fick sitt nu gällande namn av Leslie Andrew Garay. Stereochilus laxus ingår i släktet Stereochilus och familjen orkidéer. Inga underarter finns listade i Catalogue of Life.